# Campionati europei di ciclismo su strada 2009 - Gara in linea maschile Under-23
La gara in linea maschile Under-23 dei Campionati europei di ciclismo su strada 2009 è stata corsa il 5 luglio in Belgio, con partenza da Ostenda ed arrivo a Hooglede, su un percorso totale di 175,5 km. La medaglia d'oro è stata vinta dal belga Kris Boeckmans con il tempo di 3h59'07" alla media di 44,03 km/h, l'argento al polacco Jarosław Marycz e a completare il podio l'italiano Sacha Modolo.
Al traguardo 123 ciclisti completarono la gara.

## Ordine d'arrivo (Top 10)
| Pos. | Corridore          | Squadra    | Tempo    |
| ---- | ------------------ | ---------- | -------- |
| 1    | Kris Boeckmans     | Belgio     | 3h59'07" |
| 2    | Jarosław Marycz    | Polonia    | s.t.     |
| 3    | Sacha Modolo       | Italia     | s.t.     |
| 4    | Jens Keukeleire    | Belgio     | s.t.     |
| 5    | Yannick Martinez   | Francia    | s.t.     |
| 6    | Nikola Aistrup     | Danimarca  | s.t.     |
| 7    | Alexander Kristoff | Norvegia   | s.t.     |
| 8    | Blaž Furdi         | Slovenia   | s.t.     |
| 9    | Vojtěch Hačecký    | Rep. Ceca  | s.t.     |
| 10   | Peter Sagan        | Slovacchia | s.t.     |